# 523-й винищувальний авіаційний полк (СРСР)
523-й винищувальній авіаційний полк (рос. 523-й истребительный авиационный полк) — полк за часів Другої світової війни та війни в Кореї, що діяв у складі ВПС СРСР.

## Історія
Полк сформовано восені 1941 року на аеродромі Сейм в Горьковської області на базі 3-ї єскадрильї 274-го винищувального авіаційного полку. 
Бойові дії почав 3 жовтня 1941 року в складі 3-ї Резервної Авіаційної Групи на Ленінградському фронті. 
Після закінчення війни базувався на Далекому Сході, в червні 1951 направлений в Китай. 
Розформован у грудні 2000.

## Матеріальна частина полку
| Дата                    | Тип літака |
| ----------------------- | ---------- |
| 08.09.1941 - 23.08.1942 | ЛаГГ-3     |
| 23.08.1942 - 11.1944    | Ла-5       |
| 11.1944 - 12.1948       | Ла-7       |
| 12.1948 - 03.1950       | МіГ-9      |
| 03.1950 - 02.1952       | МіГ-15     |
| 02.1952 - 06.1959       | МіГ-17     |
| 06.1959 - 1966          | Су-7       |
| 1966 - 2000             | Су-17      |

## Бойова діяльність полку у часи Другої Світової та Корейської  воєн
| Період                  | Бойові вильоти | Втрати (літаки / пілоти) |
| ----------------------- | -------------- | ------------------------ |
| 03.10.1941 - 26.12.1941 | 554            | 4/2                      |
| 20.06.1942 - 29.03.1944 | 2605           | 76/39                    |
| 01.04.1944 - 09.05.1945 | 5166           | 18/11                    |
| 28.05.1951 - 24.02.1952 | 3821           | 16/6                     |
| Разом                   | 12146          | 114/58                   |

## Командири полку
| Період                        | Командир полку                               | Примітки                        |
| ----------------------------- | -------------------------------------------- | ------------------------------- |
| ??.09.1941 - червень 1942     | капітан С.О.Данілович                        |                                 |
| червень 1942 - листопад 1942  | майор Голубов Анатолій Ємельянович           | Герої Радянського Союзу         |
| листопад 1942 - серпень 1943  | підполковник Чьортов Сергій Іванович         |                                 |
| вересень 1943 - грудень 1944  | підполковник Пільщиков Константін Андрійович |                                 |
| січень 1945 -                 | майор Заморін Іван Олександрович             |                                 |
| січень 1951 - жовтень 1951    | полковнік О.М.Карасьов                       |                                 |
| січень 1951 -                 | полковнік Д.П.Оськін                         |                                 |
| квітень 1963 - 25 квітня 1966 | полковник В.І. Суровікін                     | Загинув у авіаційній катастрофі |